# 聖瑪麗病院前車站
聖瑪麗病院前站（日语：／ Seimariabyōin maeeki）是位於福岡縣久留米市津福本町，屬於西日本鐵道（西鐵）的天神大牟田線車站。車站編號為T29。
此站往西鐵福岡（天神）站方向為雙線鐵路，而此站至大善寺站之間則為單線鐵路。此站西邊會越過JR鹿兒島本線、JR久大本線和九州新幹線。

## 歷史
- 1932年（昭和7年）12月28日 - 久留米至津福之間開通，此站啟用。
- 1951年（昭和26年）11月20日 - 久留米至試驗場前之間成為雙線鐵路。
- 1966年（昭和41年） - 翻新車站大樓。
- 2004年（平成16年）10月17日 - 車站高架化[1]。
- 2008年（平成20年）5月18日 - 此站開始可以使用IC卡nimoca。
- 2017年（平成29年）2月1日 - 此站引入車站編號[2]。
- 2024年（令和6年）3月16日-該車站名稱由試驗場前站變更為聖瑪麗病院前站。

## 車站構造
此站是設有2面2線相對式月台的高架車站。

### 月台
| 月台 | 路線          | 上下行 | 方向                     | 備註 |
| ---- | ------------- | ------ | ------------------------ | ---- |
| 1    | ■天神大牟田線 | 下行   | 柳川、大牟田方向         |      |
| 2    | ■天神大牟田線 | 上行   | 久留米、福岡（天神）方向 |      |

## 使用狀況
在2019年度，1日平均上下車人次為3,115人。
以下為各年度1日平均使用人次列表：
| 年度   | 1日平均 乘車人次 | 1日平均 上下車人次 |
| ------ | ---------------- | ------------------ |
| 2007年 | 1,389            | 2,784              |
| 2008年 | 1,366            | 2,754              |
| 2009年 | 1,312            | 2,637              |
| 2010年 | 1,463            | 2,882              |
| 2011年 | 1,489            | 2,927              |
| 2012年 |                  | 2,935              |
| 2013年 |                  | 3,043              |
| 2014年 | 1,493            | 2,977              |
| 2015年 | 1,511            | 3,006              |
| 2016年 | 1,515            | 2,984              |
| 2017年 | 1,485            | 2,949              |
| 2018年 | 1,570            | 3,118              |
| 2019年 |                  | 3,115              |

## 車站周邊
站前設有於舊國道209號上行走的西鐵巴士50號、53號船小屋線，最近的巴士站是試驗場前巴士站。對於巴士路線轉乘西鐵列車，於西鐵久留米站轉乘比較方便。在此站高架化之際，站前建設迴旋路和單車停泊處，使方便乘客轉乘其他交通工具。
- 國道209號（日语：国道209号） - 車站西邊設有津福繞道（日语：津福バイパス）。使原本在站前的舊道不再成為國道區間。
- 聖瑪麗醫院（日语：聖マリア病院）
- 聖瑪麗學院大學（日语：聖マリア学院大学）
- Sun Paddy久留米
- 九州電力久留米變電站
- 西鐵M·TEC（日语：西鉄エム・テック）久留米工場（舊：西鐵產業久留米工場）
- 福岡縣立久留米高等學校（日语：福岡県立久留米高等学校）
- 大谷幼稚園
- 聖德幼稚園
- 試驗場站前郵局

## 其他
車站名稱取自於昭和4年設立的福岡縣立工業試驗場（現時：福岡縣工業技術中心）。在車站建設前試驗場已經存在（相似的例子包括東急東橫線的學藝大學站（東京都目黑區）和都立大學站（東京都目黑區）、西武新宿線的都立家政站（東京都中野區）、小田急小田原線的向丘遊園站（神奈川縣川崎市多摩區）、JR東日本外房線的行川島站（千葉縣勝浦市）、JR九州鹿兒島本線的太空世界站（北九州市八幡東區)。）。另外，縣立工業試驗場後來成為了位於筑紫野市的福岡縣工業技術中心。
在昭和40年代，靠近津福站一方設有折返線，因此設有於此站到發的列車，後來列車長度增加，月台也有延長，但是由於折返線長度不足，因此沒有列車於此站折返。在2005年11月13日時間表修正起，從花畑站出發的列車共有3班，2班普通列車和1班急行（筑紫站前為普通），但是沒有列車以此站作為終點站。部分車輛的路線牌會設有「急行　試驗場前」、「普通　試驗場前」。
此站～花畑站之間的站距只有600米，在西鐵天神大牟田線中為最短區間。

## 相鄰車站
西日本鐵道
■天神大牟田線
■特急、■急行（下述列車除外）
通過
■急行（花畑以南各站停車）、■普通
花畑（T28）－聖瑪麗病院前（T29）－津福（T30）

## 注腳
1. ↑  . RAIL FAN (鐵道友之會). 2004年12月号, 51 (12): 27 （日语）.
2. ↑   (PDF). 西日本鐵道. 2017-01-24  [2017年3月20日]. （原始内容存档 (PDF)于2020-07-28） （日语）.
3. ↑  . 西日本鉄道株式会社.   [2021-01-14]. （原始内容存档于2021-01-29） （日语）.
4. ↑  久留米市統計書（運輸・通信）西鉄各駅乗降人員数 （页面存档备份，存于）（日語） 2021年3月4日參閲

## 外部連結
- 試驗場前站（西鐵沿線web） （页面存档备份，存于）（日語）